# غلك (تشناران)
غلك (بالفارسية: گلک) هي قرية تقع في قسم بيزكي الريفي (مقاطعة تشناران) في إيران. يقدر عدد سكانها بـ 198 نسمة بحسب إحصاء 2016.